# Tonalismo (movimento artistico statunitense)

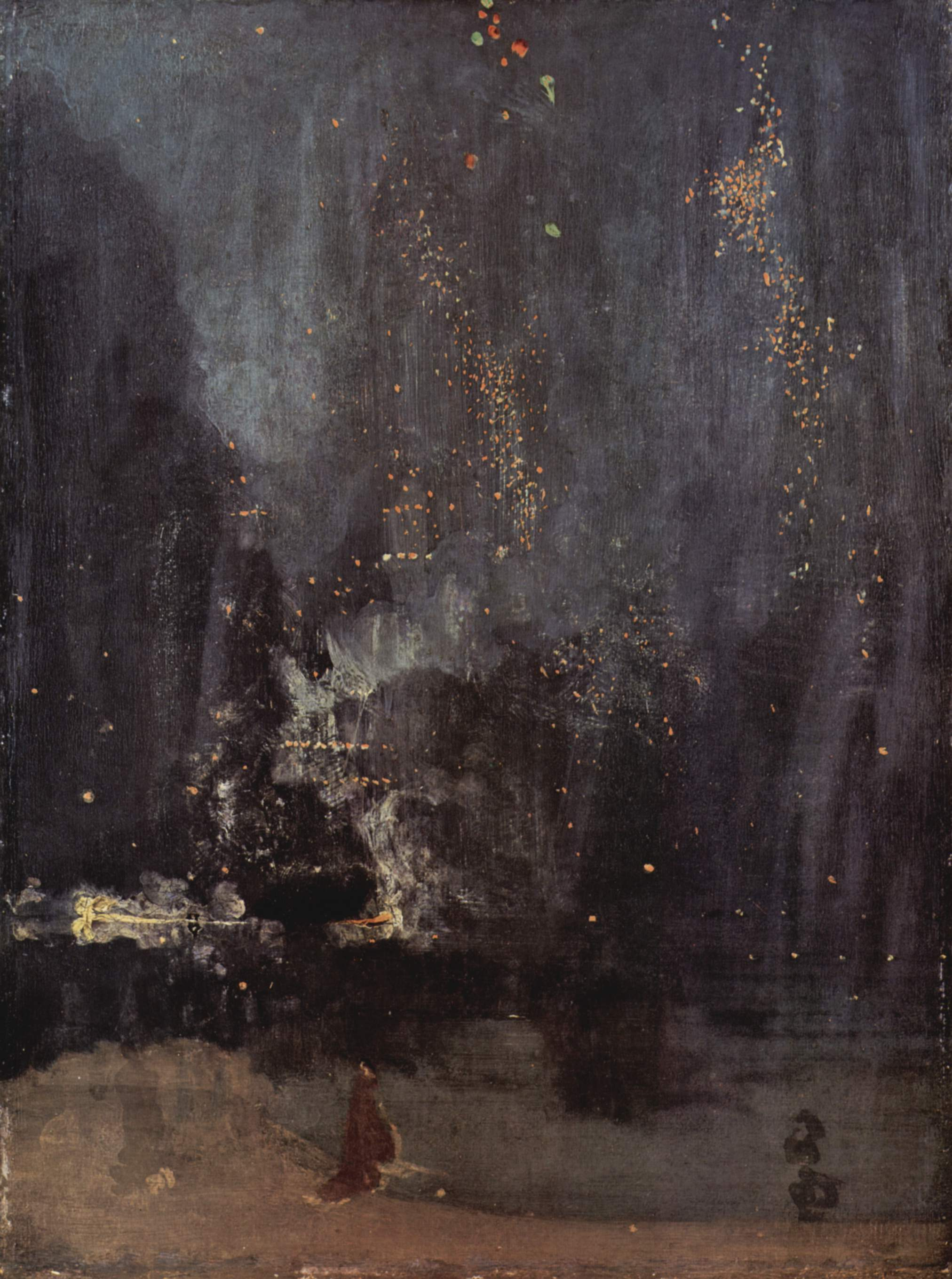
James Abbott McNeill Whistler – Notturno in nero e oro - Il razzo cadente (1872–77)

Il tonalismo (dall'inglese tonalism) fu una corrente artistica che perdurò negli Stati Uniti a cavallo fra il diciannovesimo e il ventesimo secolo.

## Storia
Il termine fu coniato verso la fine dell'Ottocento da alcuni critici per descrivere alcuni artisti statunitensi che, fra gli anni ottanta del diciannovesimo secolo agli anni dieci del secolo seguente, dipingevano paesaggi complessivamente caratterizzati da atmosfere fosche e colori vibranti. I dipinti tonalisti presentavano tonalità scure e neutre, fra cui il grigio, il marrone o il blu. Due fra i maggiori esponenti del tonalismo furono George Inness e James McNeill Whistler. Il tonalismo verrà eclissato dall'impressionismo e dal modernismo europei. Più tardi, durante gli anni 1910, emerse a Melbourne un omonimo movimento australiano.
Il termine "tonalismo" viene anche usato per descrivere le raffigurazioni di paesaggi americani che seguono la scia delle tele della scuola di Barbizon, fortemente emotive e che tendono a enfatizzare le ombre. 